# Епархия Алеса
Епархия Алеса (лат. Dioecesis Alesiensis ) — упразднённая епархия Римско-Католической церкви с центром в городе Алес, Франция. Кафедральным собором епархии Алеса была церковь святого Иоанна Крестителя.

## История
17 мая 1694 года Римский папа Иннокентий XII издал буллу Animarum zelus, которой учредил епархию Алеса, выделив её из епархии Нима.
29 ноября 1801 года после конкордата с Францией Римский папа Пий VII издал буллу Qui Christi Domini, которой упразднил епархию Алеса и передал её территорию епархиям Авиньона и Манда.
6 октября 1822 года часть территории епархии Алеса перешла восстановленной епархии Нима.
27 апреля 1877 года епископы Нима получили право носить титул епископа Алеса.

## Ординарии епархии
- епископ Франсуа Шевалье де Сольс (17.05.1694 — октябрь 1712);
- епископ Луи Франсуа-Габриель де Энен-Льетар (28.04.1713 — 27.05.1720) — назначен архиепископом Амбрена;
- епископ Шарль де Банн д'Авежан (16.06.1721 — 23.05.1744);
- епископ Луи-Франсуа де Виве де Монклю (18.12.1744 — 21.07.1755);
- епископ Жан-Луи дю Бюиссон де Ботвиль (16.02.1756 — 25.03.1776);
- епископ Пьер-Мари-Мадлен Кортуа де Балоре (20.05.1776 — 20.06.1784);
- епископ Луи-Франсуа де Боссе-Рокфор (25 июня 1784 — 29 ноября 1801).

## Источник
- Булла Animarum zelus, Bullarum diplomatum et privilegiorum sanctorum Romanorum pontificum Taurinensis editio, Vol. XX, стр. 623—630  (лат.)
- Булла Qui Christi Domini, Bullarii romani continuatio, Tomo XI, Romae 1845, стр. 245—249  (лат.)
- Pius Bonifacius Gams, Series episcoporum Ecclesiae Catholicae, Leipzig 1931, стр. 483  (лат.)
- Konrad Eubel, Hierarchia Catholica Medii Aevi, vol. 5, стр. 76; vol. 6, стр. 74  (лат.)